# Juan María Pardo
Juan María Pardo Fernández o Pardo y Pardo (Santafé, 28 de marzo de 1788- Santafé, 22 de marzo de 1847) fue un médico, profesor y prócer neogranadino.Fue asesor del general Antonio Nariño durante las Independencias hispanoamericanas y junto a su padre, Manuel Pardo fue uno de los firmantes del acta de Independencia de la hoy Colombia el 20 de julio de 1810 en Santafé de Bogotá, del entonces Virreinato de la Nueva Granada.

## Biografía
Participó en los tribunales de Purificación durante la renconquista de la Nueva Granada a manos de Pablo Morillo.
Se casó con María Tadea Álvarez Lozano, hija del expresidente de Cundinamarca y prócer de la independencia y patriarca de una de las familias más importantes de la Nueva Granada durantes las independencias, Manuel Bernardo Álvarez del Casal, quien era tío materno de Antonio Nariño, así que estaba enparentado con los Lozano de Peralta, los Nariño y los Ricaurte.